# Hamathecium

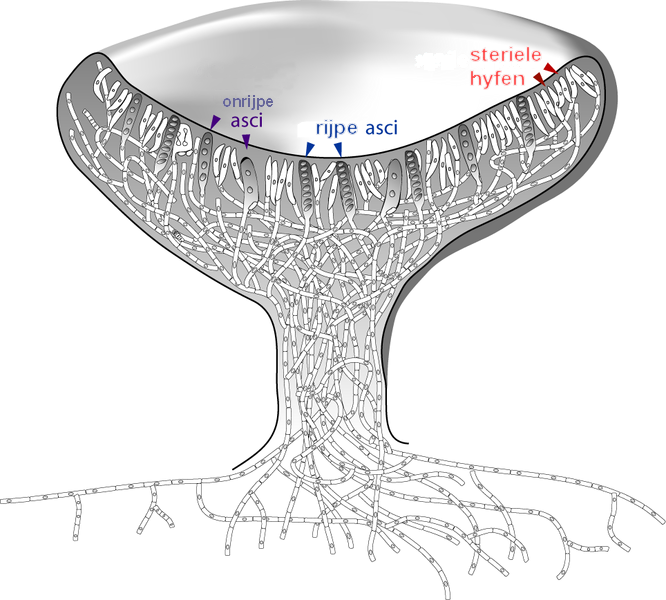
Voorbeeld van een apothecium, met daarin aangegeven de meiotische ontwikkeling van asci (paars), rijpe asci (blauw) en parafysen (rood)

Het hamathecium is een deel van het ascocarp bij ascomyceten (zakjeszwammen). Het omvat alle steriele structuren in het apothecium en perithecium. 
Het bestaat uit alle hyfen, die gevormd worden tussen de asci van het hymenium. Ze bestaan uit lange steriele organen, de parafysen en pseudoparafysen. Samen met de asci vormen ze het hymenium. Het zijn de volgende soorten schimmeldraden::
- pseudoparenchym - in de vorm van onregelmatig uit elkaar geplaatste hyfen tussen de zakjes
- parafysen - langwerpige, cilindrische of knotsvormige hyfen, meestal vertakt en meercellig. Ze staan naar beneden gericht.
- pseudoparafysen - vrij brede hyfen die boven het niveau van de zakjes groeien en de bodem van het vruchtlichaam bereiken
- parafysoïden - hyfen meestal gevormd vóór de ontwikkeling van asci en smaller dan parafysen. Bij Loculoascomycetidae zijn het de resten van de hyfen die zijn ontstaan bij het uitgroeien van de loculus (een loculus is bij bitunicate Ascomycetidae een holte in het stroma waar zich de hymenoforen bevinden.
- perifysoïden - korte hyfen die uit de wanden van het vruchtlichaam naar beneden groeien
- perifysen - korte en onvertakte hyfen aan de mond van het vruchtlichaam

Het voorkomen en de morfologie van hamatecium-elementen zijn van groot belang bij het microscopisch herkennen van vele soorten schimmels. Meestal zijn slechts enkele van deze elementen aanwezig in vruchtlichamen.